# Thrypticus kataevi
Thrypticus kataevi är en tvåvingeart som beskrevs av Grichanov 1998. Thrypticus kataevi ingår i släktet Thrypticus och familjen styltflugor. Inga underarter finns listade i Catalogue of Life.